# Шаурс (Об)
Шау́рс (фр. Chaource) — коммуна во Франции, находится в регионе Шампань — Арденны. Департамент — Об. Административный центр кантона Шаурс. Округ коммуны — Труа.
Код INSEE коммуны — 10080.
Коммуна расположена приблизительно в 160 км к юго-востоку от Парижа, в 105 км южнее Шалон-ан-Шампани, в 27 км к югу от Труа.

## Население
Население коммуны на 2008 год составляло 1104 человека.
| 1962 | 1968 | 1975 | 1982 | 1990 | 1999 | 2008 |
| ---- | ---- | ---- | ---- | ---- | ---- | ---- |
| 978  | 971  | 965  | 1106 | 1031 | 1090 | 1104 |

## Экономика
В 2007 году среди 710 человек в трудоспособном возрасте (15—64 лет) 466 были экономически активными, 244 — неактивными (показатель активности — 65,6 %, в 1999 году было 67,1 %). Из 466 активных работали 411 человек (228 мужчин и 183 женщины), безработных было 55 (22 мужчины и 33 женщины). Среди 244 неактивных 106 человек были учениками или студентами, 64 — пенсионерами, 74 были неактивными по другим причинам.

## Достопримечательности
- Церковь Св. Иоанна Крестителя (XVI век). Памятник истории с 1840 года[3]
- Здание бывшей больницы, основанной в 1450 году
- Замок Кордельер, построенный в 1892—1900 годах
- Музей сыра

## Города-побратимы
- Эппертсхаузен (Германия)